# 夹壁乡
夹壁乡，是中华人民共和国四川省阿坝藏族羌族自治州理县曾经下辖的一个乡。2019年12月，撤销夹壁乡，将其所属行政区域划归米亚罗镇管辖。

## 行政区划
夹壁乡撤销前下辖以下地区：
夹壁村、二古溪村、长河坝村和猛古村。